# Ariadna Tudel Cuberes
Ariadna Tudel Cuberes, née le 17 novembre 1978 à Escaldes-Engordany, est une skieuse alpiniste et une coureuse cycliste andorrane.

## Carrière
Elle remporte la médaille de bronze par équipes avec Sophie Dusautoir Bertrand aux  Championnats d'Europe de ski-alpinisme 2009.